# Varga Csaba (jogász)
Varga Csaba (Pécs, 1941. május 25. –) magyar jogfilozófus, a  Pázmány Péter Katolikus Egyetem Jog- és Államtudományi Karán a Jogbölcseleti Intézet megalapítója (1995), emeritálásáig (2011) vezetője, azóta professor emeritus. Számos jogelméleti könyv, monográfia, szakcikk szerzője, gyűjteményes művek szerkesztője.

## Családi háttere
Varga Csaba pécsi nagypolgári családban született, édesapja jómódú karosszéria-gyáros volt, akinek üzemét államosították, családját kitelepítették. Osztályidegen származása okán érettségi után bányásznak ment, és mint bányászt a Miskolci Egyetem bányaművelő szakára vették fel. 1960-ban azonban, első féléve végén Bihari Ottó pécsi dékánnak köszönhetően sikerült átmennie a JPTE Állam- és Jogtudományi Karára.
1965-ben házasodik, felesége Liptai Ágnes zenetanár. Gyermekei Koppány (1968) és Réka (1977), három-három gyermekkel megáldottan.

## Tudományos pályafutása
1965-ben végzett "Summa cum laude" a pécsi egyetemen. Csizmadia Andor pécsi dékán és Kulcsár Kálmán akadémiai főmunkatárs közvetítésével vette fel Szabó Imre igazgató akadémikus kutatóként az MTA Állam- és Jogtudományi Intézetébe Budapestre.
1976-ban kandidátusi, 1991-ben akadémiai doktori címet szerzett; ekkortól tudományos tanácsadó. 2011-től kutató professor emeritus. 2002 óta az International Academy of Comparative Law választott tagja.
Megalakulása, 1971 óta a Magyar Jogász Szövetség Jogelméleti Bizottsága, majd 1975-től az Internationale Vereinigung für Rechts- und Sozialphilosophie Magyar Nemzeti Bizottsága titkáraként is két évtizeden át a magyar jogelmélet szakmai összefogásának, nemzetközi szereplésének szervezője.
A nyolcvanas évektől rendszeresen oktatott magyar egyetemeken, 1982-től a ELTE Jogi Karán, ahol 1991-ben nevezték ki egyetemi tanárrá. Ezen belül, tanítványai hívására, a Bibó István Szakkollégiumban szintén tevékenykedve, többek között a Fidesz jogász alapítóit is éveken át tanította. Számos egyetemen volt vendégprofesszor: Lund (1977), Nyugat-Berlin (Freie Universität, 1986), Canberra (1987), Tokió (Waseda, 1987), Yale Egyetem (1988–1989), Edinburgh (1989, 1997), Münster (1992), Onati (International Institute for the Sociology of Law, 1996), Stockholm (2004), Krasznojarszk (2010, 2014).
1990 és 1993, valamint 1995 és 1998 közt az általa vezetett európai TEMPUS-projektummal egy 25 európai egyetemből álló konzorcium hátterével segíti a magyar jogi karok oktatásának, s különösen jogelméletének megújulását. Ekkortól két évtizeden át a magyar jogelméleti könyvkiadás felét az ő műhelye biztosítja. 1995-ben részt vesz a Pázmány Péter Katolikus Egyetem jogi karának megalapításában. Jogbölcseleti Intézete 2006-ban tanszéki egységként az országban egyedüliként az Országos Akkreditációs Bizottság "Kiválósági Hely / Place of Excellence" kitüntető címét nyeri el.
Kutatási területe a jogelmélet valamennyi területét felöleli; az 1990-es évektől munkálkodik a jogi kultúrák összehasonlító tanulmányozásán és a magyar rendszerváltás jogfilozófiai kritikáján úgyszintén.
Varga Csaba tudományos munkáját szigorú precizitás, kiterjedt irodalom-feldolgozás jellemzi.
Gyakorlatilag egész életműve idegen – főként angol – nyelven úgyszintén megjelent. Mindez a Magyar Elektronikus Könyvtárban és számos tudományos honlapon egyaránt elérhető. Tudományos könyvtárakban világszerte nyilvántartott és hozzáférhető szerző, nemzetközi idézettsége szakmájában kiemelkedő.
Számos folyóiratban hívták meg szerkesztőbizottsági tagságra, így alapítóként Current Legal Theory [Leuven] (1983–98), Ratio Juris [Oxford] (1986–), International Review of the Semiotics of Law [Liverpool] (1988–97), Current Legal Sociology [Oñati] (1991–95), Magyar Szemle (1995–2003), Legal Theory [Cambridge, Mass. & New Haven, Conn.] (1993–99), Világosság (2003–13); csatlakozóként pedig Право Україны [Київ] (2011–18), Фiлософiя права i загальна теорiя права [Киïв] (2012–16), Порівняльно-правові дослідження [Киïв] (2013–18), Правоведение [Санктпетербург] (2013–17), Kutafin University Law Review [Москва] (2014–), Central European Political Science Review [Budapest] (2016–), Вісник Національної академії правових наук України [Киïв] (2018–), Фiлософiя права i загальна теорiя права [Харків] (2019–), Sociologia del diritto [Milano] (2020–).

## Közéleti szerepvállalása
Kormányfőtanácsos volt Antall József mellett a Miniszterelnöki Tanácsadó Testület tagjaként. Feladatai közt szerepelt egyebek közt a Batthyány Lajos Alapítvány és a Magyar Atlanti Tanács megalapításának előkészítése, háttér-szervezőként ill. kezdeményezőként vett részt a katolikus, majd a református egyetem létrehozásában, a Magyar Szemle folyóiratának megindításában. Az 1990-es évektől gyakran publikál közéleti kérdésekről.

## Művei
Szerzői művei, magyar nyelvű könyvek
- A felsőfokú jogi oktatás főbb mai rendszerei; MTA, Bp., 1967 (A Magyar Tudományos Akadémia Állam- és Jogtudományi Intézete Jogösszehasonlító Osztályának kiadványai)
- A kodifikáció mint társadalmi-történelmi jelenség; Akadémiai, Bp., 1979
- A jog helye Lukács György világképében; Magvető, Bp., 1981 (Gyorsuló idő)
- Politikum és logikum a jogban. A jog társadalomelmélete felé; Magvető,  Bp., 1987 (Elvek és utak)
- A bírói ténymegállapítási folyamat természete; Akadémiai, Bp., 1992
- Jogantropológia. Két tanulmány; s.n., Bp., 1993
- Jogi elméletek, jogi kultúrák. Kritikák, ismertetések a jogfilozófia és az összehasonlító jog köréből; ELTE ÁJTK, Bp., 1994
- Előadások a jogi gondolkodás paradigmáiról; PPKE, Bp., 1996 (Bibliotheca Cathedrae Philosophiae Iuris et Rerum Politicarum Universitatis Catholicae de Petro Pázmány Nominatae Budapest II. Dissertationes)
- Előadások a jogi gondolkodás paradigmáiról; PPKE, Bp., 1998 (Osiris könyvtár. Jog)
- A jog mint folyamat; PPKE Jog- és Államtudományi Kar Jogbölcseleti Intézet – Szt. István Társulat, Bp., 1998 / Osiris, Bp., 1999 (Osiris könyvtár. Jog)
- Jogállami átmenetünk. Paradoxonok, dilemmák, feloldatlan kérdések; PPKE, Bp., 1998 (A Pázmány Péter Katolikus Egyetem Jog- és Államtudományi Karának könyvei)
- A jog társadalomelmélete felé; PPKE Jog- és Államtudományi Kar, Bp., 1999 (Jogfilozófiák)
- A jog mint logika, rendszer és technika; PPKE–Osiris, Bp., 2000 (Jogfilozófiák)
- A bírói ténymegállapítási folyamat természete; 2. jav., bőv. kiad.; Akadémiai, Bp., 2001
- Útkeresés. Kísérletek – kéziratban; Szt. István Társulat, Bp., 2001 (Jogfilozófiák)
- A kodifikáció mint társadalmi-történelmi jelenség; 2. bőv. kiad.; Akadémiai, Bp., 2002
- Jogfilozófia az ezredfordulón. Minták, kényszerek – múltban, jelenben; Szt. István Társulat, Bp., 2004 (Jogfilozófiák)
- A jogi gondolkodás paradigmái; Szt. István Társulat, Bp., 2004
- Jogállami? Átmenetünk?; Kráter, Pomáz, 2007 (PoLíSz sorozat)
- Jogrendszerek, jogi gondolkodásmódok az európai egységesülés perspektívájában. Magyar körkép – európai uniós összefüggésben; Szt. István Társulat, Bp., 2009 (Jogfilozófiák)
- Válaszúton, húsz év múltán. Vitában jogunk alapjairól és céljairól; Kráter, Pomáz, 2011 (PoLíSz sorozat)
- "Csak múlásunk törvény...". Varga Csaba jogfilozófussal beszélget Mezei Károly; Kairosz, Bp., 2012 (Magyarnak lenni)
- Varga Gyula Autókarosszéria- és Kocsigyár. Motorizáció Pécsett, a XX. század első felében, egy családi vállalkozás tükrében; Házmester '98 Kft., Pécs, 2016 (Pécsi krónika)
- Elméleti jogtudomány. Körkép, dilemmák, útkeresések; Pázmány Press–PPKE JÁK, Bp., 2017 (A Pázmány Péter Katolikus Egyetem Jog- és Államtudományi Karának könyvei. Tanulmányok)
- Jogfilozófia a múlt, a jelen és a jövő ölelésében; Pázmány Press–PPKE JÁK, Bp., 2018 (A Pázmány Péter Katolikus Egyetem Jog- és Államtudományi Karának könyvei. Tanulmányok)
- Jogállamiság – viták közegében; Ludovika Egyetemi Kiadó, Bp., 2022
- Jogváltozás; Akadémiai Kiadó – Társadalomtudományi Kutatóközpont, Bp., 2022
- A Pázmány Péter Katolikus Egyetem és Jogbölcseleti Intézete (1995–2011); szerzői kiadás, Bp., 2024 (Jogfilozófiák)

Szerzői művei, idegen nyelvű könyvek
- Modernization of law and its codificational trends in the Afro-Asiatic legal development; Institute for World Economics of the Hungarian Academia of Sciences, Bp., 1976 (Studies on developing countries, 88.)
- Algunas cuestiones metodologicas de la formación de los conceptos en ciencias juridicas; (Quelques questions méthodologiques de la formation des concepts en sciences juridiques, spanyolra ford. Hortensia Adrianza De Casas); EdiLUZ, Maracaibó, 1982 (Cuaderno de trabajo, 32.)
- The place of law in Lukács' world concept; (A jog helye Lukács György világképében, angolra ford. Petrányi Judit, Eszenyi Sándor); Akadémiai, Bp., 1985
- Codification as a socio-historical phenomenon; (A kodifikáció mint társadalmi-történelmi jelenség, átdolg. kiad.; angolra ford. Eszenyi Sándor, Petrányi Judit, Varga Csaba); Akadémiai, Bp., 1991
- Law and philosophy. Selected papers in legal theory; ELTE, Bp., 1994 (Philosophiae iuris)
- Etudes en philosophie du droit / Estudios de filosofia del derecho; ELTE, Bp., 1994 (Philosophiae iuris)
- Pravo. Tyeorija i filoszofija; ELTE, Bp., 1994 (Philosophiae iuris)
- Rechtsphilosophische Aufsätze; ELTE, Bp., 1994 (Philosophiae iuris)
- Theory of the judicial process. The establishment of facts; (A bírói ténymegállapítási folyamat természete, ford. Varga Csaba, Móra Imre); Akadémiai, Bp., 1995
- Transition to rule of law. On the democratic transformation in Hungary; ELTE, Bp., 1995 (Philosophiae iuris)
- Lectures on the paradigms of legal thinking; (Előadások a jogi gondolkodás paradigmáiról, angolra ford. Gáll Emese, Varga Csaba); Akadémiai, Bp., 1999 (Philosophiae iuris)
- Anthropological jurisprudence? Leopold Pospisil and the comparative study of legal cultures; Institute of Sociology HAS, Bp., 2005 (Working papers. Underdevelopment and modernization)
- Transition? To rule of law? Constitutionalism and transitional justice challenged in Central & Eastern Europe; (Jogállami? Átmenetünk?, bőv. kiad.); Kráter, Pomáz, 2008 (Polísz series, 6.)
- Theory of the judicial process. The establishment of facts; angolra ford. Varga Csaba, Móra Imre); 2. kiad.; Szt. István Társulat, Bp., 2011
- Comparative legal cultures. On traditions classified, their rapprochement & transfer, and the anarchy of hyper-rationalism with appendix on legal ethnography; Szt. István Társulat, Bp., 2012 (Philosophiae iuris)
- Theory of law. Norm, logic, system, doctrine & technique in legal processes, with appendix on European law; Szt. István Társulat, Bp., 2012 (Philosophiae iuris)
- The paradigms of legal thinking; (A jogi gondolkodás paradigmái); 2. bőv. kiad.; Szt. István Társulat, Bp., 2012 (Philosophiae iuris)
- Пpавовi традицiï? У пошуках правових сiмей i культур; s.n., Киïв & Львiв, 2012 (Серiя наукого-методичних видань »Академiя порняльного правознаства«, Випуск 24: Вiдкритi лекцii мiжнародного наукового симпозiуму »Компаративiстськi читання«)
- Contemporary legal philosophising. Schmitt, Kelsen, Lukács, Hart & law and literature, with Marxism's dark legacy in Central Europe. On teaching legal philosophy in appendix; Szt. István Társulat, Bp., 2013 (Philosophiae iuris)
- Zagadka prava i pravovogo mislenyija. Izbrannije proizvegyenyija; Alef-Pressz, Szankt-Petyerburg, 2015
- Porivnyalʹne pravoznavstvo yak filosofiya prava – filosofiya prava yak porivnyalʹne pravoznavstvo; Magyar Elektronikus Könyvtár, Bp., 2019
- Rule of Law – Contesting and Contested; Ferenc Mádl Institute of Comparative Law, Bp., 2021

Szerkesztett művei, magyar  nyelvű könyvek
- Modern polgári jogelméleti tanulmányok; előszó Peschka Vilmos, vál. Varga Csaba, Sajó András, ford. Sajó András et al.; MTA Állami Jogtudományi Intézet, Bp., 1977
- Jog és filozófia. Antológia a század első felének polgári jogelméleti irodalma köréből; vál. Varga Csaba, Sajó András, ford. Sajó András et al.; Akadémiai, Bp., 1981
- Hans Kelsen: Tiszta jogtan; (Reine Rechtslehre, ford. Bibó István); Eötvös Loránd Tudományegyetem Bibó István Szakkollégium, Bp., 1988 (Jogfilozófiák) / Rejtjel Kiadó, Bp., 2001
- A jogi gondolkodás paradigmái. Szövegek; ford. Varga Koppány, Varga Csaba, Takács Péter; PPKE, Bp., 1998 (Bibliotheca Cathedrae Philosophiae Iuris et Rerum Politicarum Universitatis Catholicae de Petro Pázmány Nominatae Budapest III. Fasciculi)
- Igazságtétel jogállamban. Német és cseh dokumentumok; ford. Udvaros Judit, Bába Iván; Windsor, Bp., 1995 (A Windsor Klub könyvei)
- Szövegek a jogi gondolkodás paradigmáinak tanulmányozásához; ford. Varga Koppány, Varga Csaba; PPKE, Bp., 1996 (Bibliotheca Cathedrae Philosophiae Iuris et Rerum Politicarum Universitatis Catholicae de Petro Pázmány nominatae Budapest III. Fasciculi)
- Kiáltás gyakorlatiasságért a jogállami átmenetben; [AKAPrint], Bp., 1998 (A Windsor Klub könyvei II.)
- Iustum, aequum, salutare. Emlékkönyv Zlinszky János tiszteletére; társszerk. Bánrévy Gábor, Jobbágyi Gábor; PPKE, Bp., 1998 (A Pázmány Péter Katolikus Egyetem Jog- és Államtudományi Karának könyvei)
- Jog és filozófia. Antológia a század első felének kontinentális jogi gondolkodása köréből; ford. Varga Csaba et al.; Osiris, Bp., 1998 (Jogfilozófiák)
- Jogbölcselet. XIX–XX. század. Előadások; Szt. István Társulat, Bp., 1999 (Bibliotheca Cathedrae philosophiae iuris et rerum politicarum Universitatis Catholicae de Petro Pázmány nominatae)
- Jog és nyelv; társszerk. Szabó Miklós, bev., ford. Szabó Miklós; PPKE JÁK, Bp., 2000 (Jogfilozófiák)
- Összehasonlító jogi kultúrák; szerk., bev., bibliogr. Varga Csaba, ford. Varga Koppány et al.; PPKE Jogbölcseleti Intézet, Bp., 2000 (Jogfilozófiák)
- Jog és filozófia. Antológia a XX. század jogi gondolkodása köréből; ford. Varga Csaba et al.; 3. bőv. kiad.; Szt. István Társulat, Bp., 2001 (Jogfilozófiák)
- Losonczy István: Jogfilozófiai előadások vázlata; Szt. István Társulat, Bp., 2002 (Jogfilozófiák)
- Aquinói Szent Tamás: A Summa Theologiae kérdései a jogról; Szt. István Társulat, Bp., 2011 (Jogfilozófiák)
- Horváth Sándor: A természetjogról; Szt. István Társulat, Bp., 2012 (Jogfilozófiák)

Szerkesztett művek, idegen nyelvű könyvek
- Rechtsgeltung. Ergebnisse des ungarisch-österreichischen Symposyums der Internationalen Vereinigung für Rechts- und Sozialphilosophie, 1985. Referaten; társszerk. Ota Weinberger; Steiner Verlag Wiesbaden, Stuttgart, 1986 (Archiv für Rechts- und Sozialphilosophie. Beiheft, 27.)
- Rechtskultur – Denkkultur. Ergebnisse des ungarisch-österreichischen Symposiums der Internationalen Vereinigung für Rechts- und Sozialphilosophie 1987; társszerk. Erhard Mock; Steiner Verlag Wiesbaden, Stuttgart, 1989 (ARSP. Beiheft, 35.)
- Comparative Legal Cultures; Dartmouth, Aldershot, Hong Kong, Singapore, Sydney & The New York University Press, New York, 1992 (The International Library of Essays in Law & Legal Theory, Legal Cultures     1)
- Marxian Legal Theory; Dartmouth, Aldershot, Hong Kong, Singapore, Sydney & The New York University Press, New York, 1993 (The International Library of Essays in Law & Legal Theory, Schools 9)
- Coming to terms with the past under the rule of law. The German and the Czech models; Windsor Klub, Bp., 1994
- Aus dem Nachlaß von Julius MOÓR Gyula hagyatékából; ELTE “Comparative Legal Cultures” Project, 1995 (Philosophiae iuris)
- European legal cultures; társszerk. Volkmar Gessner, Armin Hoeland; Dartmouth, Aldershot, 1996 (Tempus textbook series on European law and European legal culture)
- Felix Somló: Schriften zur Rechtsphilosophie; Akadémiai, Bp., 1999 (Philosophiae iuris: Excerpta historica philosophiae Hungaricae)
- István Losonczy: Abriß eines realistischen rechtsphilosophischen Systems; Szt. István Társulat, Bp., 2002 (Philosophiae iuris: Excerpta historica philosophiae Hungaricae)
- On different legal cultures, premodern and modern states, and the transition to the rule of law in Western and Eastern Europe; társszerk. Werner Krawietz; Duncker & Humblot, Berlin, 2002
- Julius Moór: Schriften zur Rechtsphilosophie; Szt. István Társulat, Bp., 2006 (Philosophiae Iuris: Excerpta historica philosophiae Hungaricae iuris)
- Barna Horváth: The bases of law. A jog alapjai. Szt. István Társulat, Bp.,  2006 (Philosophiae iuris: Excerpta historica philosophiae Hungaricae iuris)
- Die Schule von Szeged. Rechtsphilosophische Aufsätze von István Bibó, József Szabó und Tibor Vas; Szt. István Társulat, Bp., 2006 (Philosophiae Iuris: Excerpta historica philosophiae Hungaricae iuris)
- Auf dem Weg zur Idee der Gerechtigkeit. Gedenkschrift für Ilmar Tammelo; társszerk. Raimund Jakob, Lothar Philipps, Erich Schweighofer; LIT, Wien–Berlin, 2009 (Austria: Forschung und Wissenschaft. Rechtswissenschaft, 3.)
- Comparative law and multicultural legal classes. Challenge or opportunity?; Springer Nature, Heidelberg, 2020 (Ius Comparatum – Global Studies in Comparative Law 46.)

## Kitüntetései
- Széchenyi-díj (2013)

## Személyes honlap
- Varga Csaba
- Varga Csaba

## Külső hivatkozások
- Életrajza
- Publikációi (Varga Csaba (Állam- és jogelmélet))
- Interjú
- Életrajz-interjú
- (Informvideo portréfilm) Varga Csaba jogtudós https://zenodo.org/record/5919255#.YmCNBzW8qUl
- A nyolcvanéves Varga Csaba professzor köszöntése születésnapján, május 25-én az egyetem Jog- és Államtudományi Karán https://zenodo.org/record/5919234#.YmCN4zW8qUk
- Varga Csaba és Platthy Iván párbeszéde https://zenodo.org/record/6466580#.YmCNkjW8qUk
- Theatrum legale mundi. Symbola Cs. Varga oblata; szerk. Péter Cserne [et al.]; Szent István Társulat, Bp., 2007 (Philosophiae juris)
- Standing tall. Hommages à Csaba Varga; szerk. Bjarne Melkevik; Pázmány Press, Bp., 2012 (Xenia)